# Ōi (huyện)
Ōi (大飯郡 Ōi-gun) là huyện thuộc tỉnh Fukui, Nhật Bản. Tính đến ngày 1 tháng 10 năm 2020 dân số của huyện là 18.236 người và mật độ dân số là 64 người/km2. Tổng diện tích của huyện là 284,6 km2.

## Hành chính

### Thị trấn
| Tên      | Tên      | Diện tích (km2) | Dân số | Bản đồ |
| Rōmaji   | Kanji    | Diện tích (km2) | Dân số | Bản đồ |
| -------- | -------- | --------------- | ------ | ------ |
| Ōi       | おおい町 | 212,19          | 7.910  |        |
| Takahama | 高浜町   | 72,4            | 10.326 |        |